# Calosphaeriophora
Calosphaeriophora — рід грибів родини Calosphaeriaceae. Назва вперше опублікована 2004 року.

## Класифікація
До роду Calosphaeriophora відносять 1 вид:
- Calosphaeriophora pulchella